# Oka Nikołow
Oka Nikołow (właśc. Orhej Nikołow, cyryl. Орхеј Николов; ur. 25 maja 1974 w Erbach im Odenwald) – niemiecki piłkarz pochodzenia macedońskiego występujący na pozycji bramkarza.
Mogąc występować zarówno w reprezentacji Niemiec, jak i w reprezentacji Macedonii, wybrał tę drugą. Wystąpił w niej tylko w 5 meczach towarzyskich, bo z powodu niemieckiego prawa nie mógł ubiegać się o macedoński paszport bez zrzeknięcia się niemieckiego obywatelstwa.